# Yoshikawa
Yoshikawa (吉川市 Yoshikawa-shi) é uma cidade japonesa localizada na província de Saitama.
Em 2003 a cidade tinha uma população estimada em 58 711 habitantes e uma densidade populacional de 1 856,77 h/km². Tem uma área total de 31,62 km².
Recebeu o estatuto de cidade a 1 de Abril de 1996.

## Cidade-irmã
- Lake Oswego, EUA